# Microregione di Litoral Sul (Rio Grande do Norte)
Litoral Sul è una microregione dello Stato del Rio Grande do Norte in Brasile, appartenente alla mesoregione di Leste Potiguar.

## Comuni
Comprende 10 comuni:
- Arês
- Baía Formosa
- Canguaretama
- Espírito Santo
- Goianinha
- Montanhas
- Pedro Velho
- Senador Georgino Avelino
- Tibau do Sul
- Vila Flor